# Denise Toros-Marter
Denise Toros-Marter, née le 16 avril 1928 à Marseille, est une ancienne déportée et une militante française. Elle est engagée pour la mémoire des déportés de la Seconde Guerre mondiale et de la Shoah, principalement auprès des jeunes.

## Biographie

### Origine et déportation
Denise Toros-Marter, née Marter le 16 avril 1928 à Marseille, est issue d'une famille juive alsacienne par sa mère et juive algérienne par son père, installée en France depuis huit générations,,. La famille vit du commerce. Denise Toros-Marter fait ses études au Lycée Montgrand puis à l'école Berlitz avant d'être déportée à l'âge de 16 ans.
Le 13 avril 1944, des membres de la famille Marter, dont Denise, sont arrêtés par la milice marseillaise et livrés à la Gestapo. Ils sont conduits au camp de transit de Drancy après avoir été emprisonnés aux Baumettes, puis envoyés au camp de concentration et d'extermination d'Auschwitz,.
Son père, sa mère et sa grand-mère y sont gazés dès leur arrivée. Au moment de l’évacuation forcée du 18 janvier 1945, elle parvient à se cacher et est libérée dans le camp le 27 janvier par l'Armée rouge du maréchal Joukov. Physiquement affaiblie et amputée des doigts de pieds à la suite de gelures au troisième degré, elle est prise en charge par la Croix-Rouge polonaise pour les premiers soins. De retour à Marseille, elle retrouve ses frères, René, engagé dans le maquis des Cévennes et André survivant du camp de concentration de Mauthausen. Denise Marter est la seule survivante des camps de sa famille.

### Engagement pour la mémoire
Avec pour déclencheur la montée du négationnisme, Denise Toros-Marter décide de s'engager pour la mémoire des victimes des camps de concentration et d'extermination, ainsi que contre l'antisémitisme et le terrorisme afin d'éviter un « nouvel Auschwitz »,,.
Elle est présidente de l'Amicale des Déportés d'Auschwitz Marseille-Provence, co-présidente de l'Association du Wagon-Souvenir et du Site-Mémorial du camp des Milles. Le 29 novembre 2019, elle est présente lors de la réouverture du Mémorial du Camp de la Mort de Marseille.
Elle publie un témoignage de sa déportation en 2008, J'avais 16 ans à Pitchipoï.

## Publication
- J'avais seize ans à Pitchipoï  (préf. Christian Oppetit), Paris, Éd. le Manuscrit, coll. « Témoignages de la Shoah », 2008, 221 p., 23 cm (ISBN 978-2-304-01504-1 et 2304015050, OCLC 470629405, BNF 41280051, SUDOC 124496059, présentation en ligne, lire en ligne ).

## Hommages
- Une plaque apposée dans l’entrée du bâtiment de la Maison Marseillaise du Judaïsme, sur laquelle est gravé son Testament d’Auschwitz écrit en 1985, a été inaugurée en sa présence le 19 mars 2024[11].

- Le conseil municipal de Marseille du 19 avril 2024 a voté, également en sa présence, l'attribution de son nom à l'école maternelle et élémentaire du Vallon de Régny située dans le 9e arrondissement[12].

## Distinction
- Grand officier de la Légion d'honneur le 29 décembre 2023[13], Commandeur (4 septembre 2016).